# Ephedra breana
Ephedra breana — вид голонасінних рослин класу гнетоподібних.

## Поширення, екологія
Країни проживання: Аргентина (Мендоса); Болівія; Чилі (Антофагаста, Атакама); Перу. Росте на висотах від 500 м до 4300 м. Часто зустрічається в районах з низькою рослинністю з дрібними чагарниками, такими як луки Пуна з подушкою чагарників і Cereus. У змозі терпіти посушливі сонячні райони. Також знайдено на скелястих виступах в посушливих районах. Віддає перевагу багатим кальцієм ґрунтах. Цвіте з жовтня по листопад, фрукти з січня по лютий.

## Використання
Стебла більшості членів цього роду містять алкалоїд ефедрин і відіграють важливу роль в лікуванні астми та багатьох інших хвороб дихальної системи. На рослині пасуться тварини і, можливо, вид має деяке декоративне значення.

## Загрози та охорона
Нема відомостей щодо перебування в охоронних територіях.
| Шишки секвоядендрону | Це незавершена стаття про голонасінні. Ви можете допомогти проєкту, виправивши або дописавши її. |